# جوز منشوري
جوز منشوري (الاسم العلمي:Juglans mandshurica) هو نوع من النباتات يتبع جنس الجوز من الفصيلة الجوزية.